# Балык
Балы́к (тюрк. балык — «рыба») — солёная и затем провяленная на воздухе спинка крупных рыб ценных пород — осетровых (белуги, севрюги и др.), лососёвых (кеты, горбуши и др.).
Балык отличается нежной консистенцией, приятным специфическим вкусом и запахом.
Наиболее ценится балык, получаемый из белорыбицы, нельмы и осетровых рыб, содержащих до 22—23 % жира. Мясо некоторых рыб (клыкачи) имеет жирность до 30 %.
В современной России (а ранее и в СССР), балыком также называют копчёную мякоть свинины вдоль позвоночника.